# St. Augustine (Florida)
St. Augustine (in spagnolo San Agustín) è un comune degli Stati Uniti, capoluogo della contea di St. Johns nello Stato della Florida.
Fondata nel 1565 dagli spagnoli, è il più antico insediamento europeo, ancora abitato, negli Stati Uniti continentali, nonché una delle più antiche località delle Americhe continentali. 
St. Augustine fa parte della regione della First Coast e dell'area metropolitana di Jacksonville. Dalla fine del XIX secolo, il carattere storico distinto, ha reso la città un'attrazione turistica molto popolare.

## Storia
Il sito della città fu avvistato il 28 agosto 1565, giorno di sant'Agostino, dall'ammiraglio spagnolo Pedro Menéndez de Avilés e venne ufficialmente fondata l'8 settembre. Questo avvenne 21 anni prima dell'insediamento inglese sull'isola di colonia di Roanoke nella Colonia della Virginia e 42 anni prima del riuscito insediamento di Santa Fe, Nuovo Messico e Jamestown, Virginia.
Nel 1586 St. Augustine fu attaccata e bruciata da Sir Francis Drake, nel corso della guerra anglo-spagnola dal 1585 al 1604. Nel 1668 fu saccheggiata dai pirati e la maggior parte degli abitanti furono uccisi. 

Nel 1702 e 1740 fu attaccata senza successo da parte delle forze inglesi partite dalle loro nuove colonie della Carolina del Nord, Carolina del Sud e Georgia. Il più grave di questi attacchi ebbe luogo nell'ultimo anno, quando James Edward Oglethorpe, governatore della provincia di Georgia, si alleò con Ahaya the Cowkeeper, capo del clan degli Alachua della tribù dei Seminole per assediare la città.
Nel 1763 il trattato di Parigi concluse la guerra franco-indiana e cedette la Florida e St. Augustine agli inglesi. St. Augustine diventò di competenza della legge inglese e servì come colonia lealista (a favore degli inglesi) durante la guerra d'indipendenza americana. 

Il trattato di Parigi nel 1783 diede alle colonie americane nel nord della Florida la loro indipendenza e restituì la Florida alla Spagna, come ricompensa per l'aiuto spagnolo agli americani nella loro guerra contro la Gran Bretagna.
La Florida rimase ancora sotto il controllo spagnolo dal 1784 al 1821. Durante questo periodo la Spagna fu invasa da Napoleone e dovette lottare duramente per mantenere le sue colonie. La Florida non aveva più l'importanza che aveva avuto in passato per la Spagna mentre gli Stati Uniti consideravano tuttavia la Florida vitale per i loro interessi espansionistici. 

Nel 1821, il trattato Adams-Onís unì pacificamente le colonie spagnole in Florida e, con loro St. Augustine, agli Stati Uniti.
La Florida rimase un possedimento territoriale degli Stati Uniti fino al 1845, quando divenne uno Stato degli USA. 
Nel 1861 la Florida si separò dall'Unione e si unì agli Stati Confederati d'America, ma le truppe dell'Unione occuparono rapidamente St. Augustine e controllarono la città per i quattro lunghi anni della guerra. Nel 1865 la Florida si ricongiunse agli Stati Uniti.
L'epoca degli edifici coloniali spagnoli è ancora viva nella città e comprende la fortezza chiamata Castillo de San Marcos. La fortezza respinse con successo gli attacchi inglesi del XVIII secolo, fu occupata dalle truppe dell'Unione durante la guerra di secessione e successivamente servì come prigione per Osceola, il capo dei nativi americani. Ora è diventata il Castillo de San Marcos National Monument.

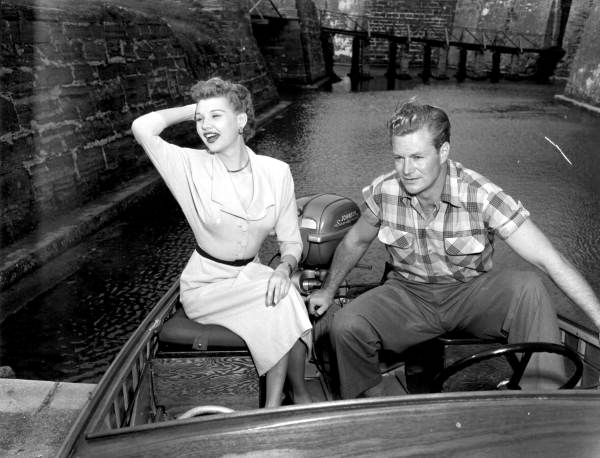
Mari Aldon e Richard Webb nel 1951 fotografati alla première del film Tamburi lontani tenuta nella città della Florida

Verso la fine del XIX secolo la ferrovia arrivò in città e, sotto la guida dall'industriale del nord-est Henry Flager, St. Augustine divenne una località di villeggiatura invernale per le persone più facoltose. Numerose case signorili e sontuosi Grand Hotel di quell'epoca esistono ancora, alcuni convertiti ad altro uso, come ad esempio parte dell'alloggio del Flagler College e dei musei. Flagler proseguì per sviluppare ancora di più la costa est della Florida, inclusa la sua Florida East Coast Railway, la quale alla fine raggiunse Key West nel 1912.
La città è una popolare attrazione turistica per la ricca eredità architettonica dello Spanish Colonial Revival Style, così come l'architettura d'élite del XIX secolo. Nel 1938 il parco a tema Marineland aprì appena a sud di St. Augustine, diventando uno dei primi parchi a tema della Florida e preparando il terreno per lo sviluppo di questa attività nei decenni successivi.
Nel 1951 St. Augustine è stata sede della prima proiezione del film di Raoul Walsh Tamburi lontani, con Mari Aldon, Gary Cooper e Richard Webb, ambientato nelle paludi delle Everglades.

## Geografia fisica
St. Augustine si trova a 29°53'39" Nord, 81°18'48" Ovest.
Secondo l'U.S. Census Bureau, la città ha un'area totale di 27,8 km². 21,7 km² su terraferma e 6,1 km² di acque interne (21,99% del totale).
L'accesso all'Oceano Atlantico è attraverso l'insenatura di St. Augustine del fiume Matanzas.

## Società

### Evoluzione demografica
Secondo il censimento del 2000, ci sono 11.592 abitanti, 4.963 persone che vivono nella stessa casa e 2.600 famiglie residenti nella città. La densità di popolazione è di 534,7 km². Ci sono 5.642 unità abitative e una densità media di 260,3 km². La composizione etnica della città è 81,21% bianchi, 15,07% afroamericani, 0,41% Nativi Americani, 0,72% Asiatici, 0,09% Isolani del Pacifico, 0,88% di altre etnie e 1,61% di due o più etnie. Il 3,11% della popolazione è Ispanica o Latina.
Ci sono 4.963 persone che vivono nella stessa casa delle quali il 18,6% ha figli al di sotto dei 18 anni che vivono con loro, il 37,4% sono coppie sposate che vivono insieme, il 12,4% ha un capofamiglia femmina senza marito presente e il 47,6% non sono considerate famiglie. Il 36,7% di tutte le persone che vivono nella stessa casa sono composte da singoli individui e il 14,5% è composto da persone che vivono da sole e che hanno dai 65 anni in su. La misura medie di persone che vivon nella stessa casa è di 2,11 e la misura media di una famiglia è di 2,76.
Nella città la popolazione è distribuita con il 16,1% sotto i 18 anni, 15,3% dai 18 ai 24, 23,9% dai 25 ai 44, 25,2% dai 45 ai 64 e 19,5% dai 65 anni in su. L'età media è di 42 anni. Per ogni 100 femmine ci sono 84,6 maschi. Per ogni 100 femmine dai 18 anni in su, ci sono 81,4 maschi.
Il reddito medio per una persona che vive nella stessa casa con qualcun altro è di $32.358 e il reddito medio per una famiglia è di $41.892. I maschi hanno un reddito di $27.099 contro i $25.121 per le femmine. Il reddito pro capite per la città è di $21.225. Il 15,8% della popolazione e il 9,8% delle famiglie sono al di sotto del livello di povertà. Tra la popolazione totale, il 25,8% di quelli al di sotto dei 18 anni e il 10% di quelli dai 65 anni in su vivono al di sotto del livello di povertà.

## Attrazioni
- Flagler College, con l'ex Ponce de Leon Hotel.
- Lightner Museum, nell'ex Hotel Alcazar.

## Amministrazione

### Gemellaggi
- Cartagena de Indias